# Lexeiba
Lexeiba 1 är en stad och kommun i departementet Kaédi i regionen Gorgol i Mauretanien. Kommunen hade 22 453 invånare år 2013.